# Хладек, Йосип
Йосип Хладек-Бохиньский (словен. Josip Chladek Bohinjski; 4 февраля 1879, замок Мокриц — 7 февраля 1940, Марибор) — словенский композитор, дирижёр, скрипач и музыкальный педагог чешского происхождения.
Учился музыке в Любляне, затем изучал композицию в Вене под руководством Франца Легара. Работал сперва в Задаре, где руководил певческим обществом имени Зоранича, а с 1908 года преподавал в новой музыкальной школе имени Зоранича; среди его учеников Шиме Дешпаль. В годы Первой мировой войны дирижировал военным оркестром в Сараево, по окончании войны сохранил коллектив и давал с ним концерты симфонической музыки. Одновременно играл в струнном квартете, в 1921—1922 гг. концертмейстер в оркестре Национального театра Сараево. Затем вернулся в Словению и в 1925—1933 гг. возглавлял хор и оркестр в Мариборе, а в 1926—1929 гг. также и музыкальную школу. Во главе коллектива мариборских музыкантов гастролировал в Австрии и Швейцарии.
Автор театральной музыки к популярным в 1920-х гг. пьесам (Стевана Сремаца, Бранислава Нушича и других югославских авторов). Написал также три струнных квартета, ряд сочинений для скрипки и фортепиано и для виолончели с фортепиано, кантаты.